# Погорєлов Іван Федорович
Іван Федорович Погорєлов (1924—1981) — сержант Робітничо-селянської Червоної Армії, учасник Другої світової війни, Герой Радянського Союзу (1944).

## Біографія
Іван Погорєлов народився 28 грудня 1924 року в селі Графське Вовчанського району Харківської області). Після закінчення семи класів школи працював у колгоспі. У серпні 1942 року Погорєлов був призваний до лав Робітничо-селянської Червоної армії. Закінчив полкову школу. З 1943 року — на фронтах німецько-радянської війни командував артилерійською системою 267-го гвардійського стрілецького полку 89-ї гвардійської стрілецької дивізії 37-ї армії Степового фронту. Відзначився під час битви за Дніпро.
29-30 вересня 1943 року розрахунок Погорєлова переправився через Дніпро в районі села Келеберда Кременчуцького району Полтавської області Української РСР і взяв активну участь у боях за захоплення та утримання плацдарму на його західному березі, відбивши велику кількість німецьких контратак.
Наказом Президії Верховної Ради СРСР від 22 лютого 1944 року сержант Іван Погорєлов був удостоєний високого звання Героя Радянського Союзу з врученням ордена Леніна і медалі «Золота Зірка».
Після закінчення війни Погорєлов був демобілізований. У 1957 році закінчив Харківський педагогічний інститут, після чого працював учителем. Помер 8 жовтня 1981 року, похований в селі В'язова Краснокутського району Харківської області України.
Був також нагороджений орденом Червоної Зірки і низкою медалей.